# GR-23. Sendero de La Litera

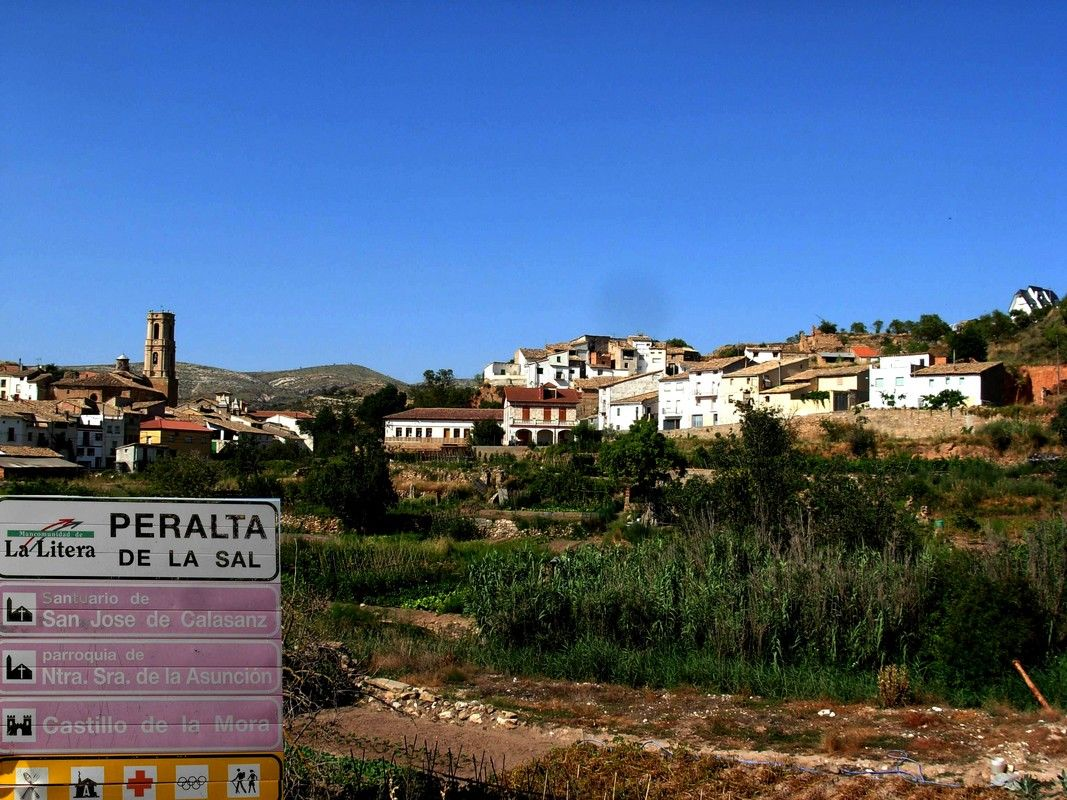
Peralta de la Sal, final de la primera etapa del GR-23.

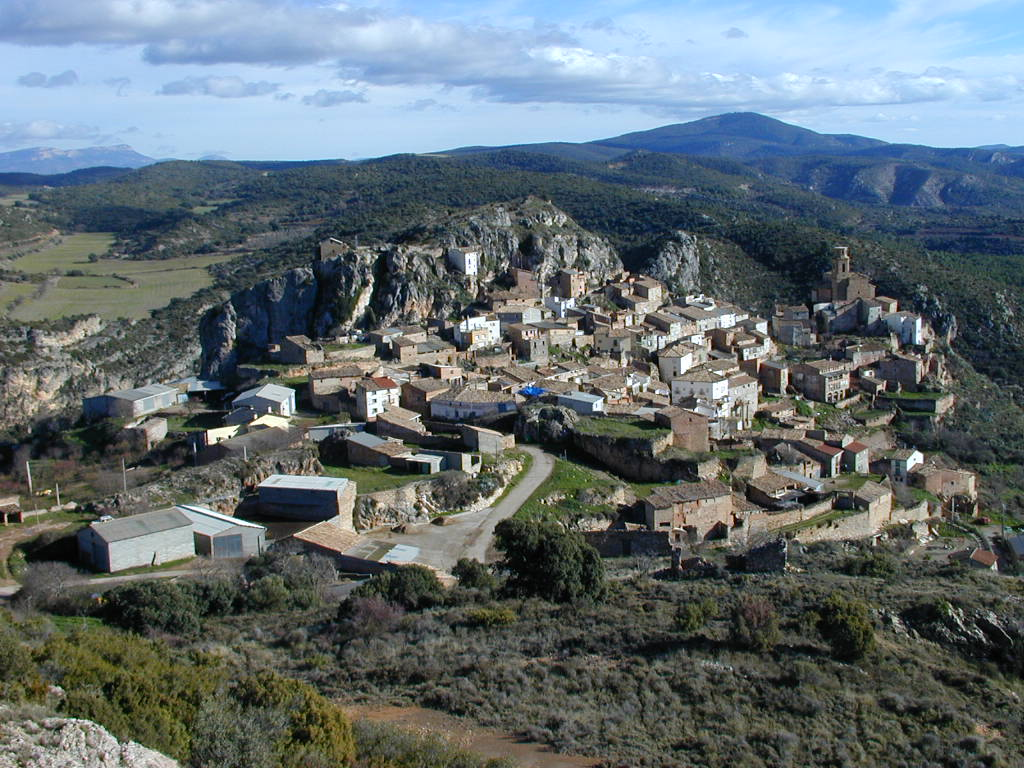
Calasanz, pueblo de paso de la primera etapa.

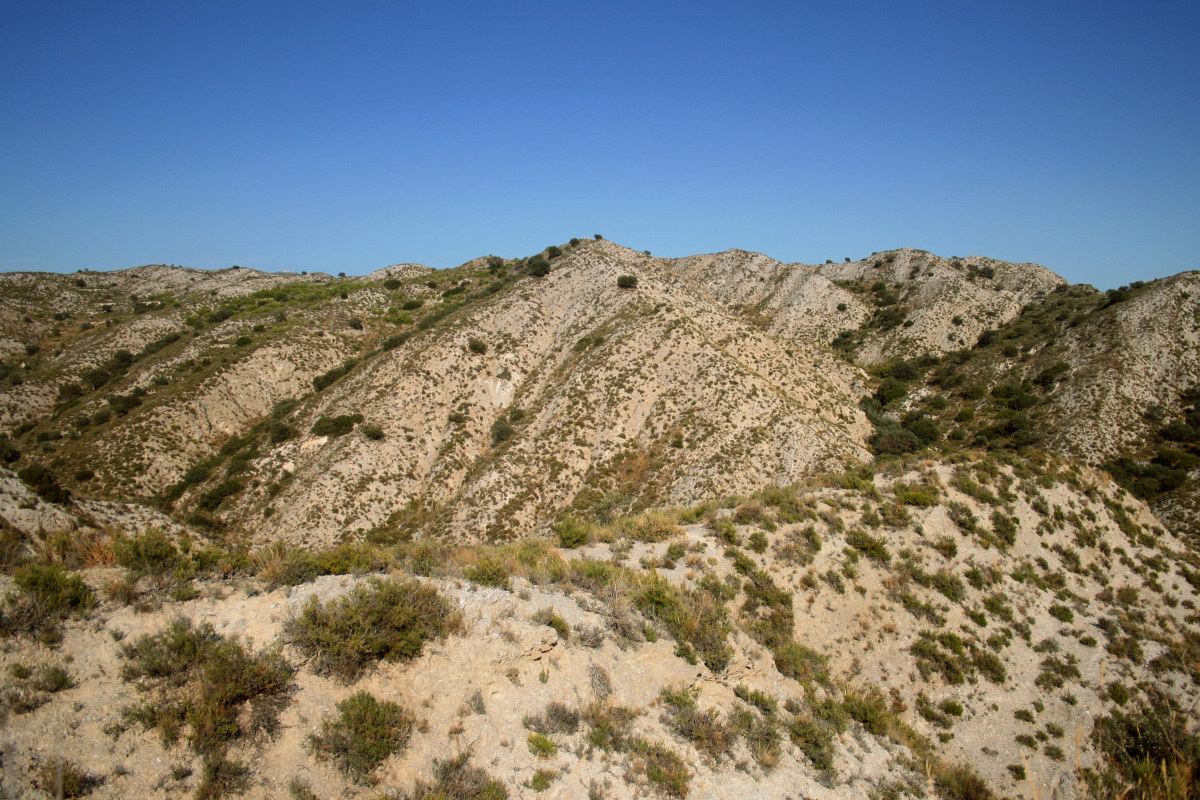
Sierra de la Gessa, en los alrededores de Albelda.

El GR-23, también conocido como sendero de La Litera, es un sendero de gran recorrido por la comarca de La Litera, formada por 14 municipios al este de la provincia de Huesca, en Aragón. Con 734 km² y imita al norte con la comarca de Ribagorza, al este con la provincia de Lérida, al sur con la comarca de Bajo Cinca, al oeste con la comarca Cinca Medio y al noroeste con la comarca de Somontano de Barbastro.

## Geografía
La geografía de La Litera puede dividirse en dos: el norte, ondulado, dedicado a la ganadería y con núcleos urbanos en disminución, con el sur, más suave, propicio para la agricultura y con poblaciones rejuvenecidas por la inmigración. Escasa en lluvias, es atravesada de este a oeste por el canal de Aragón y Cataluña, que la divide en dos partes iguales, proporcionando a las zonas de regadío la mayor riqueza. Tiene dos capitales: Binéfar, sede administrativa, y Tamarite, centro geográfico e histórico que fue sede de las cortes de Aragón en el siglo XV.

## La ruta
El GR-23 recorre la comarca de norte a sur, desde la cuenca media del río Cinca, cerca de Fonz. Recorre, en poco más de 53 km y tres etapas, las últimas estribaciones de las sierras exteriores de Huesca, la Carrodilla, los cerros de Alins y Calasanz, la depresión de Peralta de la Sal, la cuenca de Baélls, el valle del Boterol, la sierra del Solá y el altiplano blanco de los prados de Albelda.

## Itinerario
- Etapa 1. Balsa Frechina–Peralta de la Sal, 13,9 km. La fuente de Frechina (lugar de fresnos) se encuentra a poco más de 3 km al nordeste de Fonz, al sur de la sierra de la Carrodilla, a unos 600 m de altitud. El camino por pista se dirige hacia el sudeste, rebasa un pequeño collado de 700 m y llega a Alins del Monte, a 634 m. Vuelve atrás y sigue bordeando la sierra, que se curva, hacia el nordeste. Cuando se alcanza un collado a 723 m, se gira hacia el sudeste de nuevo hasta Calasanz, a 745 m, y luego hacia el sur, por campos de olivos, hasta Peralta de la Sal.[4]

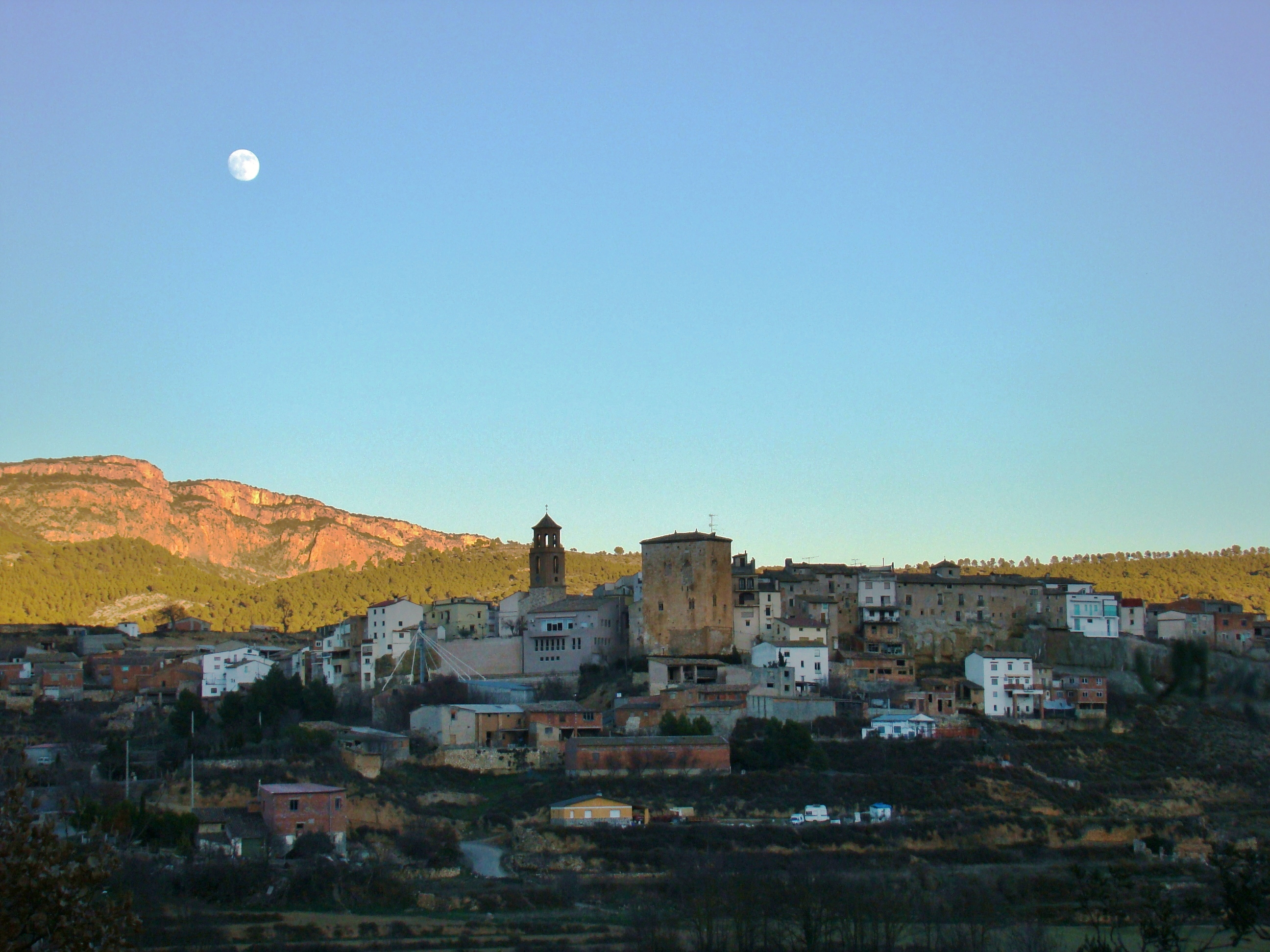
Valdellou o Baldellou

- Etapa 2. Peralta de la Sal–Baldellou, 24,7 km. Se sale de Peralta por la Plaza de los Escolapios, se cruza el arroyo y se sigue por la llamada calle de San Juan (o de la Guileta) hacia el este y enseguida el sudeste. A unos 2,5 km, un desvío de la ruta hacia el sur lleva en ascenso de unos cien metros hasta el castillo de la Mora, a 741 m, desde donde hay una vista de la comarca. Hay que volver atrás y seguir la pista, ahora de las Eras, que sube por encinares hacia el este hasta 750 m, y luego gira hacia el sudeste con campos de cultivo a la izquierda, y finalmente a ambos lados hasta Baélls. En el segundo segmento de Baélls sale una pista hacia el este que poco después pasa bajo la N-240 y sigue hasta Natjà (Nachá en castellano). Un par de km después, el camino se desvía hacia el sur bordeando por el este el tozal de Bolterol, de 854 m. Una larga subida lleva a la ermita de los santos mártires Abdón y Senén, a 800 m. Después, se baja hasta el embalse de Valdellou, atraviesa una garganta y sigue hacia el sudeste hasta Baldellou, a 486 m.[5]
- Etapa 3. Baldellou–Albelda, 14,6 km. El camino sale hacia el sur, asciende a la sierra de San Salvador, a unos 600 m y se baja por la Solá hasta el pueblo de Castillonroy. Desde aquí hacia el sudoeste por una planicie seca (Pla d'Arbull) 500 m hasta Las Comas y luego descenso hasta la depresión de Albelda, a 361 m.[6]